# Grocholin
Grocholin is een plaats in het Poolse district  Nakielski, woiwodschap Koejavië-Pommeren. De plaats maakt deel uit van de gemeente Kcynia en telt 520 inwoners.